# Amajić
Amajić (en serbe cyrillique : Амајић) est un village de Serbie situé dans la municipalité de Mali Zvornik, district de Mačva. Au recensement de 2011, il comptait 159 habitants.
Amajić est situé sur les bords du lac de Zvornik, sur la rive droite de la Drina, à environ 10 km de Mali Zvornik. Il est composé de deux parties Gornji Amajić  et Donji Amajić.

## Démographie
| 1948 | 1953 | 1961 | 1971 | 1981 | 1991 | 2002 | 2011 |
| ---- | ---- | ---- | ---- | ---- | ---- | ---- | ---- |
| 187  | 189  | 161  | 160  | 165  | 187  | 186  | 159  |

|  |